# Simira ecuadorensis
Simira ecuadorensis är en måreväxtart som först beskrevs av Paul Carpenter Standley, och fick sitt nu gällande namn av Julian Alfred Steyermark. Simira ecuadorensis ingår i släktet Simira och familjen måreväxter. Inga underarter finns listade i Catalogue of Life.

## Källor

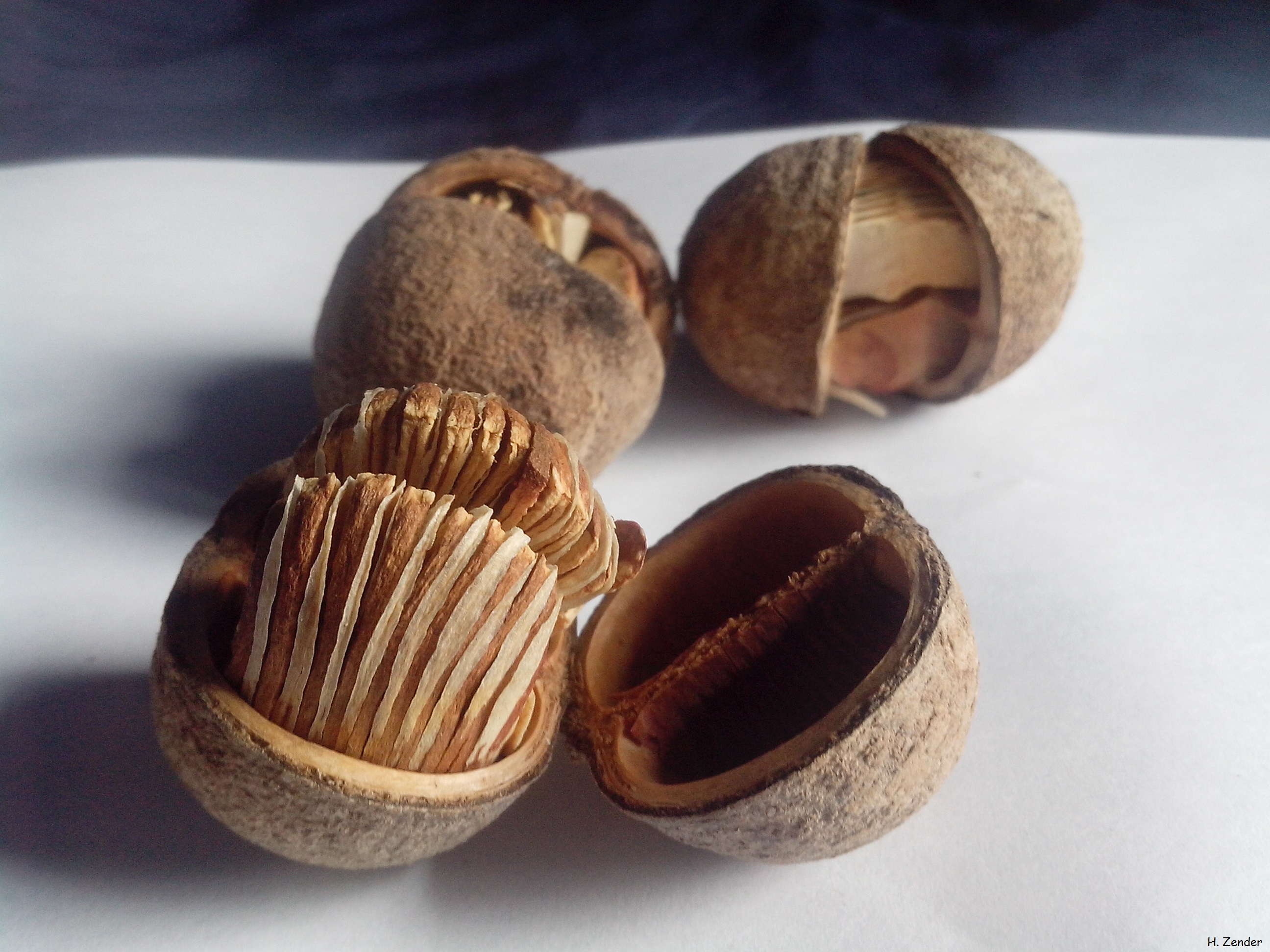
Semillas en su esquizocarpo,contenedor.